# Arrondissement de Béthune
L'arrondissement de Béthune est une division administrative française, située dans le département du Pas-de-Calais et la région Hauts-de-France.

## Composition
Le redécoupage cantonal de 2014 en France est intervenu pour abaisser le nombre de cantons. Sa prise d'effet est la date des élections départementales françaises de 2015.

### Découpage communal depuis 2015
Depuis 2015, le nombre de communes des arrondissements varie chaque année soit du fait du redécoupage cantonal de 2014 qui a conduit à l'ajustement de périmètres de certains arrondissements, soit à la suite de la création de communes nouvelles. Le nombre de communes de l'arrondissement de Béthune est ainsi de 100 en 2015, 100 en 2016 et 104 en 2017.
Au 1er janvier 2024, l'arrondissement groupe les 104 communes suivantes :

## Histoire
L'arrondissement de Béthune fait partie de l'Artois historique.
Il fut amputé en 1962 d'une bonne partie de son territoire, avec la création de l'arrondissement de Lens.

## Démographie
En 2022, l'arrondissement comptait 292 660 habitants.
| 1968    | 1975    | 1982    | 1990    | 1999    | 2006    | 2011    | 2016    | 2021    |
| ------- | ------- | ------- | ------- | ------- | ------- | ------- | ------- | ------- |
| 289 142 | 279 516 | 277 201 | 282 966 | 279 783 | 283 181 | 284 966 | 293 991 | 292 114 |

| 2022    | - | - | - | - | - | - | - | - |
| ------- | - | - | - | - | - | - | - | - |
| 292 660 | - | - | - | - | - | - | - | - |

### Pyramide des âges
Comparaison des pyramides des âges de l'arrondissement et du département du Pas-de-Calais en 2006 :
| Hommes | Classe d’âge   | Femmes |
| ------ | -------------- | ------ |
| 0,2    | 90 ans et plus | 1      |
| 5      | 75 à 89 ans    | 9,7    |
| 11     | 60 à 74 ans    | 13     |
| 21,3   | 45 à 59 ans    | 20     |
| 21,3   | 30 à 44 ans    | 19,6   |
| 20,5   | 15 à 29 ans    | 18,3   |
| 20,7   | 0 à 14 ans     | 18,4   |

| Hommes | Classe d’âge   | Femmes |
| ------ | -------------- | ------ |
| 0,2    | 90 ans et plus | 0,9    |
| 5      | 75 à 89 ans    | 8,9    |
| 10,9   | 60 à 74 ans    | 12,8   |
| 20,9   | 45 à 59 ans    | 20     |
| 21,2   | 30 à 44 ans    | 19,8   |
| 20,6   | 15 à 29 ans    | 18,7   |
| 21,3   | 0 à 14 ans     | 18,9   |

## Sous-préfets
| Période           | Période           | Identité               | Fonction précédente                                                                    | Observation                                                                                          |
| ----------------- | ----------------- | ---------------------- | -------------------------------------------------------------------------------------- | --- |
|                   |                   |                        |                                                                                        | |
| 12 septembre 1974 |                   | René Bargeton          |                                                                                        | Prise de fonction le 10 octobre 1974                                                                 |
|                   |                   |                        |                                                                                        | |
| 13 novembre 1981  | 21 mai 1984       | Jean-Jacques Pascal    |                                                                                        | |
|                   |                   |                        |                                                                                        | |
| 1991              | 15 mai 1991       | Kamel Khrissate        |                                                                                        | Nommé préfet de la collectivité territoriale de Saint-Pierre-et-Miquelon                             |
| 22 juillet 1991   | 4 juin 1993       | Daniel Canepa          | Sous-préfet de Cambrai                                                                 | Nommé directeur de la sécurité civile au ministère de l’intérieur et de l’aménagement du territoire. |
| 22 juillet 1993   | 17 octobre 1996   | Michel Delpuech        | Administrateur civil                                                                   | Nommé secrétaire général pour l'administration de la police de Paris                                 |
| 7 novembre 1996   | 1998              | Didier Lauga           | Secrétaire général de la préfecture de l'Isère                                         | |
| 3 juillet 1998    | 7 mars 2003       | Joël Fily              | Administrateur civil                                                                   | Nommé préfet de la Creuse                                                                            |
| mars 2003         | 17 octobre 2005   | Francis Vuibert        |                                                                                        | |
| 30 janvier 2006   | 17 mars 2008      | René Bidal             | Directeur du cabinet du préfet des Hauts-de-Seine                                      | Nommé secrétaire général de la préfecture du Rhône                                                   |
| 17 mars 2008      | 16 octobre 2012   | Jean-Michel Bédécarrax | Administrateur civil                                                                   | Nommé secrétaire général de la préfecture de la Gironde                                              |
| 26 novembre 2012  | 25 juin 2014      | Simone Mielle          | Administratrice civile                                                                 | Administratrice civile                                                                               |
| 25 juin 2014      | 26 septembre 2019 | Nicolas Honoré         | Commissaire divisionnaire de la police nationale                                       | Nommé sous-préfet de Meaux                                                                           |
| 18 octobre 2019   | 10 mars 2022      | Chantal Ambroise       | Sous-préfète d'Haguenau-Wissembourg                                                    | |
| 16 avril 2022     | En cours          | Eddie Bouttera         | secrétaire général de la préfecture des Pyrénées-Atlantiques, sous-préfet de Montluçon | |